# Ljósá
Ljósá (IPA: [ˈljɔuːsɔ], danska: Lyså) är en by på Färöarna i Eiðis kommun på ön Eysturoy. Ljósá ligger söder om kommunens centralort Eiði, på öns västkust. Orten grundades 1840 och hade vid folkräkningen 2015 20 invånare.
1979 byggdes här en 44 meter lång kaj med två flytande bryggor. Vattendjupet här är 2-4 meter.

## Befolkningsutveckling
| Befolkningsutvecklingen i Ljósá 1985–2015 | Befolkningsutvecklingen i Ljósá 1985–2015 | Befolkningsutvecklingen i Ljósá 1985–2015 | Befolkningsutvecklingen i Ljósá 1985–2015 | Befolkningsutvecklingen i Ljósá 1985–2015 |
| ----------------------------------------- | ----------------------------------------- | ----------------------------------------- | ----------------------------------------- | ----------------------------------------- |
|                                           |                                           |                                           |                                           |                                           |
| År                                        |                                           |                                           | Folkmängd                                 |                                           |
| 1985                                      | 1985                                      |                                           | 32                                        |                                           |
| 1990                                      | 1990                                      |                                           | 33                                        |                                           |
| 1995                                      | 1995                                      |                                           | 32                                        |                                           |
| 2000                                      | 2000                                      |                                           | 32                                        |                                           |
| 2005                                      | 2005                                      |                                           | 35                                        |                                           |
| 2010                                      | 2010                                      |                                           | 28                                        |                                           |
| 2015                                      | 2015                                      |                                           | 20                                        |                                           |
|                                           |                                           |                                           |                                           |                                           |